# Княжево (Вознесенський район)
Княжево (рос. Княжево) — село в Вознесенському районі Нижньогородської області Російської Федерації.
Населення становить 61 особу. Входить до складу муніципального утворення Бутаковська сільрада.

## Історія
Від 2004 року входить до складу муніципального утворення Бутаковська сільрада.

## Населення
| 1999 | 2002 | 2010 |
| ---- | ---- | ---- |
| 100  | ↘86  | ↘61  |